# Montemiccioli
Montemiccioli is een plaats (frazione) in de Italiaanse gemeente Volterra.